# Hérébo
Hérébo  est une localité du nord-est de la Côte d'Ivoire, et appartenant au département de Bondoukou, district du Zanzan, région du Gontougo. La localité de Hérébo est un chef-lieu de commune.